# メリッサ・サージミラー
メリッサ・サージミラー（Melissa Sagemiller,  1974年6月1日 - ）は、アメリカ合衆国の女優である。

## 来歴
1974年、ワシントンD.C.に生まれる。父親はプロのアメリカンフットボール選手で、NFLのニューヨーク・ジャイアンツやワシントン・レッドスキンズなどの試合に出場した経験を持っている。3歳のころからダンスやバレエなどを習い始め、9歳のときに地元の劇団が上演した『To Kill a Mockingbird』に子役として出演しキャリアをスタート。その後、子役として劇団に所属しながら様々な演目の舞台へ出演した。しかし、後にいったん演劇活動を休止し、バージニア大学へ進学して美術史の学士を取得した。
大学卒業後は、ステラ・アドラーが設立した演劇学校やニューヨーク大学などで演劇を学んだ。そしてモデルとして活動を再開させ、2000年代前半にはいくつかの雑誌の表紙に登場した。また2001年に映画『恋人にしてはいけない男の愛し方』で女優デビュー。その後も女優活動を続けており、テレビドラマや映画などの分野で活動している。

## 出演作品

### 映画
- 恋人にしてはいけない男の愛し方 Get Over It (2001)
- エントランス Soul Survivors (2001)
- 女子寮潜入大作戦!/ソロリティー・ボーイズ Sorority Boys (2002)
- Love Object (2003)
- 二重誘拐 The Clearing (2004)
- エイミー・アダムス in ナイト・ビフォア・ウェディング Standing Still (2005)
- Life on the Ledge (2005)
- 守護神 The Guardian (2006)
- Mr.ウッドコック -史上最悪の体育教師- Mr. Woodcock (2007)
- ロックフォードの事件メモ The Rockford Files (2010)
- 恋人たちのクリスマス All I Want for Christmas (2013)
- Santa Con (2014)

### テレビドラマ
- LAW & ORDER:性犯罪特捜班 Law & Order: Special Victims Unit (2000 - 2011)
- WITHOUT A TRACE/FBI 失踪者を追え! Without a Trace (2005)
- スリーパー・セル Sleeper Cell (2005, 2006)
- レイジング・ザ・バー Raising the Bar (2008 - 2009)
- イレブンス・アワー Eleventh Hour (2009)
- シカゴ・ファイア Chicago Fire (2013)
- シカゴ P.D. Chicago P.D. (2014)
- PERSON of INTEREST 犯罪予知ユニット Person of Interest (2014)